# Dosyteusz (Vasić)
Dosyteusz, imię świeckie Dragutin Vasić (ur. 5 grudnia 1878 w Belgradzie, zm. 13 stycznia 1945 tamże) – serbski biskup prawosławny.

## Życiorys
Ukończył gimnazjum, a następnie seminarium duchowne w Belgradzie (1899). Dzięki uzyskaniu stypendium fundacji metropolity Michała w 1900 mógł wyjechać do Kijowa, gdzie przez cztery lata studiował teologię w Kijowskiej Akademii Duchownej, uzyskując w 1904 tytuł kandydata nauk teologicznych. Następnie przez dwa lata studiował teologię protestancką w Berlinie, zaś do 1907 – filozofię w Lipsku. W czasie nauki w seminarium, w 1898, złożył wieczyste śluby mnisze, a następnie został wyświęcony na hierodiakona. Po powrocie do Serbii został zatrudniony w belgradzkim seminarium jako wykładowca. Pracę tę wykonywał do 1909, gdy dzięki stypendium ministerstwa oświaty i spraw kościelnych mógł kontynuować studia we Francji. Studiował nauki społeczne w Paryżu, a następnie Genewie. Biegle opanował języki niemiecki, francuski, czeski i rosyjski. W 1912 wrócił do Serbii. 25 maja 1913 miała miejsce jego chirotonia na biskupa niskiego. W 1915 został internowany w Bułgarii, do Niszu wrócił jesienią 1918.
Uczestniczył w rozmowach z Patriarchatem Konstantynopolitańskim w sprawie granic Serbskiego Kościoła Prawosławnego po powstaniu Królestwa Serbów, Chorwatów i Słoweńców. Przez trzy lata przebywał w Czechosłowacji, gdzie uczestniczył w tworzeniu struktur Serbskiego Kościoła Prawosławnego na Zakarpaciu.
W 1932 został przeniesiony na nowo powstałą katedrę zagrzebską. Urząd ten sprawował do powstania Niepodległego Państwa Chorwackiego. 10 kwietnia 1941 został wtrącony przez ustaszy do więzienia przy ul. Petrińskiej w Zagrzebiu i tam poddany torturom. Ciężko chory został przeniesiony do szpitala prowadzonego przez siostry miłosierdzia, gdzie nadal był źle traktowany. Ostatecznie został deportowany do Belgradu (razem z biskupami Mostaru i Zvornika), gdzie 13 stycznia 1945 zmarł w monasterze Wprowadzenia Matki Bożej wskutek odniesionych wcześniej obrażeń.
Kanonizowany przez Serbski Kościół Prawosławny jako święty wyznawca. Jego wspomnienie przypada 13 stycznia (31 grudnia według starego stylu).